# Pierre-Morains
Pierre-Morains é uma comuna francesa na região administrativa do Grande Leste, no departamento de Marne. Estende-se por uma área de 13.44 km², e possui 87 habitantes, segundo o censo de 2018, com uma densidade de 6.5 hab/km².